# Indigofera bancroftii
Indigofera bancroftii är en ärtväxtart som beskrevs av Peter G.Wilson. Indigofera bancroftii ingår i släktet indigosläktet, och familjen ärtväxter. Inga underarter finns listade i Catalogue of Life.